# Langgerekte korstkogelzwam
De langgerekte korstkogelzwam (Nemania effusa) is een schimmel behorend tot de familie Xylariaceae. Hij leeft saprotroof op dood hout van loofbomen. Hij is bekend van Wilg (Salix) en Populier (Populus).

## Kenmerken
De stromata zijn 10-30 mm lang × 4-10 mm breed × 0,5-0,8 mm dik, zwak koolstofhoudend. Het oppervlak donkerbruin tot zwartbruin, met zeer opvallende peritheciale bultjes, wanneer onvolgroeid bedekt met een beige hyfenlaag. De perithecia zijn subbolvormig, vaak afgeplat en meten 0,4-0,6 mm in diameter en 0,4-0,5 mm hoog.
De asci zijn cilindrisch en meten 50-65 µm lang × 5-7 µm breed. De ascosporen lichtbruin, ellipsoïde ongelijkzijdig met breed afgeronde uiteinden, met een zeer onopvallende korte kiemspleet aan de minder convexe zijde en meten 6-7,5 (-8) × 2,7-3 (-3,5) µm.

## Verspreiding
In Nederland komt de langgerekte korstkogelzwam zeer zeldzaam voor.